# Лиман (Волчанский район)
Лима́н (укр. Лиман, с 1928 по 2016 г. — Жовтне́вое)) — село, Червоноармейский Первый сельский совет, Волчанский район, Харьковская область, Украина.
Код КОАТУУ — 6321688703. Население по переписи 2001 г. составляет 542 (243/299 м/ж) человека.

## Географическое положение
Село Лиман находится в 4-х км от реки Северский Донец, между рекой и селом находится большой лесной массив (сосна), по селу протекает сильно заболоченная безымянная река которая через 7 км впадает реку Северский Донец.
К селу примыкают сёла Цегельное, Синельниково, Симоновка.
На расстоянии в 1 км расположен посёлок Вильча, в 3-х км — г. Волчанск.
Через село проходит автомобильная дорога Т-2104.

## История
- 1770 — основано как село Лиман.
- 1928 — переименовано в село Октябрьское (Первое) (укр. Жовтневе Перше).
- 2016 — селу возвращено название Лиман.

## Название
В Волчанском районе и области в 1920-е — начале 1930-х годов прошла «волна» переименований значительной части населённых пунктов, в основном на левом (восточном) берегу Донца, в «революционные» названия — в честь Октябрьской революции, пролетариата, сов. власти, Кр. армии, социализма, Сов. Украины, деятелей «демократического и революционного движения» (Т. Шевченко, Г. Петровского) и новых праздников (1 мая и др.) Это приводило к путанице, так как рядом могли оказаться сёла с одинаковыми новыми названиями, которым зачастую давали названия «1-е» и «2-е» — например, Первое, Второе, просто Октябрьское и оно же Жовтневое.

## Экономика
- В селе есть свинотоварная ферма, машинно-тракторные мастерские.

## Объекты социальной сферы
- Школа.
- Дом культуры.
- Лиманская амбулатория семейной медицины.

## Достопримечательности
- Братская могила советских воинов РККА. Похоронены 370 павших воинов.